# Proč bychom se netopili aneb Vodácký průvodce pro Ofélii
Proč bychom se netopili aneb Vodácký průvodce pro Ofélii je humoristická kniha Zdeňka Šmída poprvé vydaná v roce 1979 s ilustracemi Adolfa Borna. Kniha líčí historky a zážitky party vodáků na různých českých řekách (Lužnice, Sázava, Ohře). Epizody jsou rámovány jako vyprávění dívce Ofélii, kterou se vypravěč snaží nadchnout pro vodáctví. Seznamuje tak nenásilně i s vodáckou terminologií a tradicemi, zařazeny jsou také tematické básničky a písňové texty. 
Později vznikly ještě dvě části volné trilogie, kniha Proč bychom se nepotili aneb Jak se chodí po horách z roku 1984, zabývající se velehorskou turistikou na Slovensku, a Proč bychom se netěšili aneb Jak se držet nad vodou z roku 1998, kde se zestárlí hrdinové snaží vrátit dobrodružství do svých usedlých životů. Postavy z knih se objevují i v řadě Šmídových beletrizovaných cestopisů z různých míst světa.

## Postavy
Vodácké dvojice v kánoích:
- Keny a Lucie
- Křižák a Dana
- Sumec a Lída
- Bongo a Kateřina
- Ivan a Maruška
- Richard a Nina

V knize Proč bychom se nepotili je představena ještě dvojice Otouš a Gábina.

## Vydání
- 1. – Olympia 1979, brožované, náklad 15 000 ks
- 2. – Olympia 1987, brožované
- 3. – Bongo 1994, brožované
- 4. – Olympia 1997, vázané (dotisk 2007 a 2012)[2]

## Televizní adaptace
Na motivy knihy (resp. celé trilogie) byl v roce 2008 natočen televizní seriál Proč bychom se netopili, premiérovaný roku 2009. Na scénáři spolupracoval i sám Zdeněk Šmíd. Řadu pasáží seriál obsahuje prakticky doslovně, mnohé motivy ale vynechává (např. samotný rámec s Ofélií) a jiné naopak upravuje nebo přidává. Děj se více než v knihách zaměřuje na vztahové zápletky. Postavy a charaktery jsou jinak zhruba zachovány, oproti knize se v seriálu nevyskytuje Ivan.